# Francia en la Copa FIFA Confederaciones 2003
La Selección de fútbol de Francia fue uno de los 8 equipos participantes de la Copa FIFA Confederaciones 2003, por ser el anfitrión del torneo fue el primer equipo en clasificarse al certamen. Se llevó a cabo entre el 18 de junio y el 29 de junio en Francia.

## Jugadores
| #  | Nombre              | Posición      | Edad | Club              |
| -- | ------------------- | ------------- | ---- | ----------------- |
| 1  | Mickaël Landreau    | Portero       | 24   | FC Nantes         |
| 2  | Philippe Mexès      | Defensa       | 21   | AJ Auxerre        |
| 3  | Bixente Lizarazu    | Defensa       | 33   | FC Bayern Múnich  |
| 4  | Jean-Alain Boumsong | Defensa       | 23   | AJ Auxerre        |
| 5  | William Gallas      | Defensa       | 25   | Chelsea FC        |
| 6  | Olivier Dacourt     | Mediocampista | 28   | Leeds United FC   |
| 7  | Robert Pirès        | Mediocampista | 29   | Arsenal FC        |
| 8  | Marcel Desailly     | Mediocampista | 34   | Chelsea FC        |
| 9  | Djibril Cissé       | Delantero     | 21   | AJ Auxerre        |
| 10 | Ludovic Giuly       | Mediocampista | 26   | FC Nantes         |
| 11 | Sylvain Wiltord     | Delantero     | 29   | Arsenal FC        |
| 12 | Thierry Henry       | Delantero     | 25   | Arsenal FC        |
| 13 | Mikaël Silvestre    | Defensa       | 25   | Manchester United |
| 14 | Jérôme Rothen       | Mediocampista | 25   | AS Monaco         |
| 15 | Lilian Thuram       | Defensa       | 31   | Juventus FC       |
| 16 | Fabien Barthez      | Portero       | 31   | Manchester United |
| 17 | Olivier Kapo        | Mediocampista | 22   | AJ Auxerre        |
| 18 | Benoît Pedretti     | Mediocampista | 22   | FC Sochaux        |
| 19 | Willy Sagnol        | Defensa       | 26   | FC Bayern Múnich  |
| 20 | Steve Marlet        | Delantero     | 29   | Fulham FC         |
| 21 | Ousmane Dabo        | Mediocampista | 26   | Atalanta BC       |
| 22 | Sidney Govou        | Delantero     | 23   | Olympique de Lyon |
| 23 | Grégory Coupet      | Portero       | 30   | Olympique de Lyon |
| DT | Jacques Santini     |               |      |                   |

## Participación

### Grupo A
| Equipo        | Pts. | PJ | PG | PE | PP | GF | GC | Dif |
| ------------- | ---- | -- | -- | -- | -- | -- | -- | --- |
| Francia       | 9    | 3  | 3  | 0  | 0  | 8  | 1  | +7  |
| Colombia      | 6    | 3  | 2  | 0  | 1  | 4  | 2  | +2  |
| Japón         | 3    | 3  | 1  | 0  | 2  | 4  | 3  | +1  |
| Nueva Zelanda | 0    | 3  | 0  | 0  | 3  | 1  | 11 | -10 |

#### Francia - Colombia
| 18 de junio de 2003, 21:00 | Francia          | 1:0 (1:0) | Colombia | Stade Gerland, Lyon                                         |                                                             |
|                            | Henry 39' (pen.) | Reporte   |          | Asistencia: 38.541 espectadores Árbitro(s): Lucílio Batista | Asistencia: 38.541 espectadores Árbitro(s): Lucílio Batista |

| 23         | Guardameta     | Grégory Coupet   |     |
| 2          | Defensa        | Philippe Mexès   |     |
| 3          | Defensa        | Bixente Lizarazu |     |
| 8          | Defensa        | Marcel Desailly  |     |
| 15         | Defensa        | Lilian Thuram    |     |
| 6          | Centrocampista | Olivier Dacourt  |     |
| 17         | Centrocampista | Olivier Kapo     | 61' |
| 18         | Centrocampista | Benoît Pedretti  |     |
| 9          | Delantero      | Djibril Cissé    | 77' |
| 11         | Delantero      | Sylvain Wiltord  |     |
| 12         | Delantero      | Thierry Henry    | 85' |
| Entrenador | Entrenador     | Jacques Santini  |     |

| 1          | Guardameta     | Óscar Córdoba           |       |
| 2          | Defensa        | Iván Córdoba            |       |
| 3          | Defensa        | Mario Yepes             |       |
| 23         | Defensa        | Gonzalo Martínez        | 90+3' |
| 21         | Centrocampista | Jairo Patiño            | 66'   |
| 15         | Centrocampista | Rubén Darío Velásquez   |       |
| 18         | Centrocampista | Jorge López Caballero   |       |
| 20         | Centrocampista | Gerardo Bedoya          |       |
| 10         | Centrocampista | Giovanni Hernández      |       |
| 7          | Delantero      | Elson Becerra           |       |
| 9          | Delantero      | Víctor Hugo Aristizábal |       |
| Entrenador | Entrenador     | Francisco Maturana      |       |

| 7  | Centrocampista | Robert Pirès | 61' |
| 22 | Delantero      | Sidney Govou | 77' |
| 20 | Delantero      | Steve Marlet | 85' |

| 16 | Delantero | Eudalio Arriaga         | 66'   |
| 6  | Delantero | Gerardo Enrique Vallejo | 90+3' |

| Amonestado | 10'   | Philippe Mexès   |
| Amonestado | 24'   | Thierry Henry    |
| Amonestado | 90+3' | Bixente Lizarazu |
| Amonestado | 90+4' | Lilian Thuram    |

| Amonestado | 6'    | Jorge López Caballero   |
| Amonestado | 38'   | Rubén Darío Velásquez   |
| Amonestado | 78'   | Elson Becerra           |
| Amonestado | 89'   | Iván Córdoba            |
| Amonestado | 90+4' | Víctor Hugo Aristizábal |

| Anotado · Penal | 12' | Thierry Henry | 1-0 |

| Árbitro             | Lucilio Cardoso Batista |
| Árbitros asistentes | Paulo Januario          |
| Árbitros asistentes | Jose Cardinal           |
| Cuarto árbitro      | Carlos Batres           |

| 23         | Guardameta     | Grégory Coupet   |     |
| 2          | Defensa        | Philippe Mexès   |     |
| 3          | Defensa        | Bixente Lizarazu |     |
| 8          | Defensa        | Marcel Desailly  |     |
| 15         | Defensa        | Lilian Thuram    |     |
| 6          | Centrocampista | Olivier Dacourt  |     |
| 17         | Centrocampista | Olivier Kapo     | 61' |
| 18         | Centrocampista | Benoît Pedretti  |     |
| 9          | Delantero      | Djibril Cissé    | 77' |
| 11         | Delantero      | Sylvain Wiltord  |     |
| 12         | Delantero      | Thierry Henry    | 85' |
| Entrenador | Entrenador     | Jacques Santini  |     |

| 1          | Guardameta     | Óscar Córdoba           |       |
| 2          | Defensa        | Iván Córdoba            |       |
| 3          | Defensa        | Mario Yepes             |       |
| 23         | Defensa        | Gonzalo Martínez        | 90+3' |
| 21         | Centrocampista | Jairo Patiño            | 66'   |
| 15         | Centrocampista | Rubén Darío Velásquez   |       |
| 18         | Centrocampista | Jorge López Caballero   |       |
| 20         | Centrocampista | Gerardo Bedoya          |       |
| 10         | Centrocampista | Giovanni Hernández      |       |
| 7          | Delantero      | Elson Becerra           |       |
| 9          | Delantero      | Víctor Hugo Aristizábal |       |
| Entrenador | Entrenador     | Francisco Maturana      |       |

| 7  | Centrocampista | Robert Pirès | 61' |
| 22 | Delantero      | Sidney Govou | 77' |
| 20 | Delantero      | Steve Marlet | 85' |

| 16 | Delantero | Eudalio Arriaga         | 66'   |
| 6  | Delantero | Gerardo Enrique Vallejo | 90+3' |

| Amonestado | 10'   | Philippe Mexès   |
| Amonestado | 24'   | Thierry Henry    |
| Amonestado | 90+3' | Bixente Lizarazu |
| Amonestado | 90+4' | Lilian Thuram    |

| Amonestado | 6'    | Jorge López Caballero   |
| Amonestado | 38'   | Rubén Darío Velásquez   |
| Amonestado | 78'   | Elson Becerra           |
| Amonestado | 89'   | Iván Córdoba            |
| Amonestado | 90+4' | Víctor Hugo Aristizábal |

| Anotado · Penal | 12' | Thierry Henry | 1-0 |

| Árbitro             | Lucilio Cardoso Batista |
| Árbitros asistentes | Paulo Januario          |
| Árbitros asistentes | Jose Cardinal           |
| Cuarto árbitro      | Carlos Batres           |

#### Francia - Japón
| 20 de junio de 2003, 21:00 | Francia                      | 2:1 (1:0) | Japón        | Stade Geoffroy-Guichard, Saint-Étienne                  |                                                         |
|                            | Pirès 43' (pen.) · Govou 69' | Reporte   | Nakamura 65' | Asistencia: 33.070 espectadores Árbitro(s): Mark Shield | Asistencia: 33.070 espectadores Árbitro(s): Mark Shield |

| 16         | Guardameta     | Fabien Barthez      |     |
| 4          | Defensa        | Jean-Alain Boumsong |     |
| 5          | Defensa        | William Gallas      |     |
| 13         | Defensa        | Mikaël Silvestre    |     |
| 19         | Defensa        | Willy Sagnol        |     |
| 6          | Centrocampista | Olivier Dacourt     | 57' |
| 7          | Centrocampista | Robert Pirès        |     |
| 14         | Centrocampista | Jérôme Rothen       | 66' |
| 21         | Centrocampista | Ousmane Dabo        |     |
| 20         | Delantero      | Steve Marlet        | 80' |
| 22         | Delantero      | Sidney Govou        |     |
| Entrenador | Entrenador     | Jacques Santini     |     |

| 1          | Guardameta     | Seigō Narazaki        |     |
| 14         | Defensa        | Alessandro dos Santos |     |
| 17         | Defensa        | Tsuneyasu Miyamoto    |     |
| 21         | Defensa        | Keisuke Tsuboi        |     |
| 22         | Defensa        | Nobuhisa Yamada       |     |
| 5          | Centrocampista | Jun'ichi Inamoto      | 73' |
| 7          | Centrocampista | Hidetoshi Nakata      |     |
| 10         | Centrocampista | Shunsuke Nakamura     | 80' |
| 19         | Centrocampista | Yasuhito Endō         |     |
| 9          | Delantero      | Yoshito Ōkubo         |     |
| 20         | Delantero      | Naohiro Takahara      |     |
| Entrenador | Entrenador     | Zico                  |     |

| 18 | Centrocampista | Benoît Pedretti | 57' |
| 11 | Delantero      | Sylvain Wiltord | 66' |
| 12 | Delantero      | Thierry Henry   | 80' |

| 16 | Defensa        | Kōji Nakata      | 73' |
| 8  | Centrocampista | Mitsuo Ogasawara | 80' |

| Amonestado | 21' | Sidney Govou |

| Amonestado | 33' | Yoshito Ōkubo    |
| Amonestado | 42' | Jun'ichi Inamoto |

| Expulsado | 90' | Willy Sagnol |

| Anotado · Penal | 43' | Robert Pirès | 1-0 |
| Anotado         | 65' | Sidney Govou | 2-1 |

| Anotado | 59' | Shunsuke Nakamura | 1-1 |

| Árbitro             | Mark Shield        |
| Árbitros asistentes | Jim Ouliaris       |
| Árbitros asistentes | Maciej Wierzbowski |
| Cuarto árbitro      | Masoud Moradi      |

| 16         | Guardameta     | Fabien Barthez      |     |
| 4          | Defensa        | Jean-Alain Boumsong |     |
| 5          | Defensa        | William Gallas      |     |
| 13         | Defensa        | Mikaël Silvestre    |     |
| 19         | Defensa        | Willy Sagnol        |     |
| 6          | Centrocampista | Olivier Dacourt     | 57' |
| 7          | Centrocampista | Robert Pirès        |     |
| 14         | Centrocampista | Jérôme Rothen       | 66' |
| 21         | Centrocampista | Ousmane Dabo        |     |
| 20         | Delantero      | Steve Marlet        | 80' |
| 22         | Delantero      | Sidney Govou        |     |
| Entrenador | Entrenador     | Jacques Santini     |     |

| 1          | Guardameta     | Seigō Narazaki        |     |
| 14         | Defensa        | Alessandro dos Santos |     |
| 17         | Defensa        | Tsuneyasu Miyamoto    |     |
| 21         | Defensa        | Keisuke Tsuboi        |     |
| 22         | Defensa        | Nobuhisa Yamada       |     |
| 5          | Centrocampista | Jun'ichi Inamoto      | 73' |
| 7          | Centrocampista | Hidetoshi Nakata      |     |
| 10         | Centrocampista | Shunsuke Nakamura     | 80' |
| 19         | Centrocampista | Yasuhito Endō         |     |
| 9          | Delantero      | Yoshito Ōkubo         |     |
| 20         | Delantero      | Naohiro Takahara      |     |
| Entrenador | Entrenador     | Zico                  |     |

| 18 | Centrocampista | Benoît Pedretti | 57' |
| 11 | Delantero      | Sylvain Wiltord | 66' |
| 12 | Delantero      | Thierry Henry   | 80' |

| 16 | Defensa        | Kōji Nakata      | 73' |
| 8  | Centrocampista | Mitsuo Ogasawara | 80' |

| Amonestado | 21' | Sidney Govou |

| Amonestado | 33' | Yoshito Ōkubo    |
| Amonestado | 42' | Jun'ichi Inamoto |

| Expulsado | 90' | Willy Sagnol |

| Anotado · Penal | 43' | Robert Pirès | 1-0 |
| Anotado         | 65' | Sidney Govou | 2-1 |

| Anotado | 59' | Shunsuke Nakamura | 1-1 |

| Árbitro             | Mark Shield        |
| Árbitros asistentes | Jim Ouliaris       |
| Árbitros asistentes | Maciej Wierzbowski |
| Cuarto árbitro      | Masoud Moradi      |

#### Francia - Nueva Zelanda
| 22 de junio de 2003, 21:00 | Francia                                                    | 5:0 (2:0) | Nueva Zelanda | Stade de France, Saint Denis                              |                                                           |
|                            | Kapo 17' · Henry 20' · Cissé 71' · Giuly 91' · Pirès 90+3' | Reporte   |               | Asistencia: 36.842 espectadores Árbitro(s): Masoud Moradi | Asistencia: 36.842 espectadores Árbitro(s): Masoud Moradi |

| 1          | Guardameta     | Mickaël Landreau |     |
| 2          | Defensa        | Philippe Mexès   |     |
| 3          | Defensa        | Bixente Lizarazu |     |
| 8          | Defensa        | Marcel Desailly  |     |
| 15         | Defensa        | Lilian Thuram    |     |
| 10         | Centrocampista | Ludovic Giuly    |     |
| 17         | Centrocampista | Olivier Kapo     |     |
| 18         | Centrocampista | Benoît Pedretti  | 68' |
| 9          | Delantero      | Djibril Cissé    |     |
| 11         | Delantero      | Sylvain Wiltord  | 76' |
| 12         | Delantero      | Thierry Henry    | 74' |
| Entrenador | Entrenador     | Jacques Santini  |     |

| 12         | Guardameta     | Michael Utting         |     |
| 4          | Defensa        | Chris Zoricich         | 73' |
| 5          | Defensa        | Danny Hay              | 81' |
| 14         | Defensa        | Ryan Nelsen            |     |
| 20         | Defensa        | Gerard Davis           |     |
| 9          | Centrocampista | Mark Burton            | 68' |
| 17         | Centrocampista | Raf de Gregorio        |     |
| 19         | Centrocampista | Simon Elliott          |     |
| 21         | Centrocampista | Noah Hickey            |     |
| 13         | Delantero      | Christian Bouckenooghe |     |
| 16         | Delantero      | Vaughan Coveny         |     |
| Entrenador | Entrenador     | Mick Waitt             |     |

| 21 | Centrocampista | Ousmane Dabo | 68' |
| 20 | Delantero      | Steve Marlet | 74' |
| 7  | Centrocampista | Robert Pirès | 76' |

| 10 | Centrocampista | Chris Jackson  | 68' |
| 2  | Defensa        | Duncan Oughton | 73' |
| 18 | Defensa        | Scott Smith    | 81' |

| Anotado | 17'   | Olivier Kapo  | 1-0 |
| Anotado | 20'   | Thierry Henry | 2-0 |
| Anotado | 71'   | Djibril Cissé | 3-0 |
| Anotado | 90+1' | Ludovic Giuly | 4-0 |
| Anotado | 90+3' | Robert Pirès  | 5-0 |

| Árbitro             | Masoud Moradi       |
| Árbitros asistentes | Mohamed Saeed       |
| Árbitros asistentes | Yoshikazu Hiroshima |
| Cuarto árbitro      | Valentin Ivanov     |

| 1          | Guardameta     | Mickaël Landreau |     |
| 2          | Defensa        | Philippe Mexès   |     |
| 3          | Defensa        | Bixente Lizarazu |     |
| 8          | Defensa        | Marcel Desailly  |     |
| 15         | Defensa        | Lilian Thuram    |     |
| 10         | Centrocampista | Ludovic Giuly    |     |
| 17         | Centrocampista | Olivier Kapo     |     |
| 18         | Centrocampista | Benoît Pedretti  | 68' |
| 9          | Delantero      | Djibril Cissé    |     |
| 11         | Delantero      | Sylvain Wiltord  | 76' |
| 12         | Delantero      | Thierry Henry    | 74' |
| Entrenador | Entrenador     | Jacques Santini  |     |

| 12         | Guardameta     | Michael Utting         |     |
| 4          | Defensa        | Chris Zoricich         | 73' |
| 5          | Defensa        | Danny Hay              | 81' |
| 14         | Defensa        | Ryan Nelsen            |     |
| 20         | Defensa        | Gerard Davis           |     |
| 9          | Centrocampista | Mark Burton            | 68' |
| 17         | Centrocampista | Raf de Gregorio        |     |
| 19         | Centrocampista | Simon Elliott          |     |
| 21         | Centrocampista | Noah Hickey            |     |
| 13         | Delantero      | Christian Bouckenooghe |     |
| 16         | Delantero      | Vaughan Coveny         |     |
| Entrenador | Entrenador     | Mick Waitt             |     |

| 21 | Centrocampista | Ousmane Dabo | 68' |
| 20 | Delantero      | Steve Marlet | 74' |
| 7  | Centrocampista | Robert Pirès | 76' |

| 10 | Centrocampista | Chris Jackson  | 68' |
| 2  | Defensa        | Duncan Oughton | 73' |
| 18 | Defensa        | Scott Smith    | 81' |

| Anotado | 17'   | Olivier Kapo  | 1-0 |
| Anotado | 20'   | Thierry Henry | 2-0 |
| Anotado | 71'   | Djibril Cissé | 3-0 |
| Anotado | 90+1' | Ludovic Giuly | 4-0 |
| Anotado | 90+3' | Robert Pirès  | 5-0 |

| Árbitro             | Masoud Moradi       |
| Árbitros asistentes | Mohamed Saeed       |
| Árbitros asistentes | Yoshikazu Hiroshima |
| Cuarto árbitro      | Valentin Ivanov     |

### Semifinales

#### Francia - Turquía
| 26 de junio de 2003, 21:00 | Francia                             | 3:2 (3:1) | Turquía                    | Stade de France, Saint-Denis                                |                                                             |
|                            | Henry 10' · Pirès 25' · Wiltord 43' | Reporte   | Karadeniz 41' · Tuncay 47' | Asistencia: 12 352 espectadores Árbitro(s): Jorge Larrionda | Asistencia: 12 352 espectadores Árbitro(s): Jorge Larrionda |

| 23         | Guardameta     | Grégory Coupet   |     |
| 5          | Defensa        | William Gallas   |     |
| 13         | Defensa        | Mikaël Silvestre |     |
| 15         | Defensa        | Lilian Thuram    |     |
| 6          | Centrocampista | Olivier Dacourt  |     |
| 7          | Centrocampista | Robert Pirès     | 70' |
| 8          | Centrocampista | Marcel Desailly  |     |
| 18         | Centrocampista | Benoît Pedretti  |     |
| 22         | Delantero      | Sidney Govou     | 66' |
| 11         | Delantero      | Sylvain Wiltord  | 78' |
| 12         | Delantero      | Thierry Henry    |     |
| Entrenador | Entrenador     | Jacques Santini  |     |

| 1          | Guardameta     | Rüştü Reçber       | 36' |
| 3          | Defensa        | Bülent Korkmaz     |     |
| 4          | Defensa        | Fatih Akyel        |     |
| 5          | Defensa        | Alpay Özalan       |     |
| 6          | Defensa        | Ergün Penbe        |     |
| 15         | Defensa        | İbrahim Üzülmez    |     |
| 20         | Centrocampista | Selçuk Şahin       | 85' |
| 22         | Centrocampista | Gökdeniz Karadeniz |     |
| 10         | Centrocampista | Yıldıray Baştürk   | 81' |
| 16         | Delantero      | Okan Yılmaz        |     |
| 9          | Delantero      | Tuncay Şanlı       |     |
| Entrenador | Entrenador     | Şenol Güneş        |     |

| 9  | Delantero      | Djibril Cissé | 66' |
| 16 | Centrocampista | Olivier Kapo  | 70' |
| 10 | Centrocampista | Ludovic Giuly | 78' |

| 12 | Guardameta     | Ömer Çatkıç   | 36' |
| 19 | Delantero      | Necati Ateş   | 81' |
| 8  | Centrocampista | Volkan Arslan | 85' |

| Amonestado | 6'  | Benoît Pedretti  |
| Amonestado | 44' | Mikaël Silvestre |
| Amonestado | 75' | Olivier Kapo     |
| Amonestado | 82' | Ludovic Giuly    |

| Amonestado | 35' | Fatih Akyel    |
| Amonestado | 75' | Bülent Korkmaz |

| Anotado | 10' | Thierry Henry   | 1-0 |
| Anotado | 25' | Robert Pirès    | 2-0 |
| Anotado | 43' | Sylvain Wiltord | 3-1 |

| Anotado | 41' | Gökdeniz Karadeniz | 2-1 |
| Anotado | 47' | Tuncay Şanlı       | 3-2 |

| Árbitro             | Jorge Larrionda |
| Árbitros asistentes | Fernando Cresci |
| Árbitros asistentes | Walter Rial     |
| Cuarto Árbitro      | Carlos Amarilla |

| 23         | Guardameta     | Grégory Coupet   |     |
| 5          | Defensa        | William Gallas   |     |
| 13         | Defensa        | Mikaël Silvestre |     |
| 15         | Defensa        | Lilian Thuram    |     |
| 6          | Centrocampista | Olivier Dacourt  |     |
| 7          | Centrocampista | Robert Pirès     | 70' |
| 8          | Centrocampista | Marcel Desailly  |     |
| 18         | Centrocampista | Benoît Pedretti  |     |
| 22         | Delantero      | Sidney Govou     | 66' |
| 11         | Delantero      | Sylvain Wiltord  | 78' |
| 12         | Delantero      | Thierry Henry    |     |
| Entrenador | Entrenador     | Jacques Santini  |     |

| 1          | Guardameta     | Rüştü Reçber       | 36' |
| 3          | Defensa        | Bülent Korkmaz     |     |
| 4          | Defensa        | Fatih Akyel        |     |
| 5          | Defensa        | Alpay Özalan       |     |
| 6          | Defensa        | Ergün Penbe        |     |
| 15         | Defensa        | İbrahim Üzülmez    |     |
| 20         | Centrocampista | Selçuk Şahin       | 85' |
| 22         | Centrocampista | Gökdeniz Karadeniz |     |
| 10         | Centrocampista | Yıldıray Baştürk   | 81' |
| 16         | Delantero      | Okan Yılmaz        |     |
| 9          | Delantero      | Tuncay Şanlı       |     |
| Entrenador | Entrenador     | Şenol Güneş        |     |

| 9  | Delantero      | Djibril Cissé | 66' |
| 16 | Centrocampista | Olivier Kapo  | 70' |
| 10 | Centrocampista | Ludovic Giuly | 78' |

| 12 | Guardameta     | Ömer Çatkıç   | 36' |
| 19 | Delantero      | Necati Ateş   | 81' |
| 8  | Centrocampista | Volkan Arslan | 85' |

| Amonestado | 6'  | Benoît Pedretti  |
| Amonestado | 44' | Mikaël Silvestre |
| Amonestado | 75' | Olivier Kapo     |
| Amonestado | 82' | Ludovic Giuly    |

| Amonestado | 35' | Fatih Akyel    |
| Amonestado | 75' | Bülent Korkmaz |

| Anotado | 10' | Thierry Henry   | 1-0 |
| Anotado | 25' | Robert Pirès    | 2-0 |
| Anotado | 43' | Sylvain Wiltord | 3-1 |

| Anotado | 41' | Gökdeniz Karadeniz | 2-1 |
| Anotado | 47' | Tuncay Şanlı       | 3-2 |

| Árbitro             | Jorge Larrionda |
| Árbitros asistentes | Fernando Cresci |
| Árbitros asistentes | Walter Rial     |
| Cuarto Árbitro      | Carlos Amarilla |

### Final

#### Camerún - Francia
| 29 de junio de 2003, 21:00 | Camerún | 0:1 (0:0, 0:0) (t. s.) | Francia  | Stade de France, Saint-Denis                                |                                                             |
|                            |         | Reporte                | Henry 98 | Asistencia: 51 985 espectadores Árbitro(s): Valentin Ivanov | Asistencia: 51 985 espectadores Árbitro(s): Valentin Ivanov |

| 1          | Guardameta     | Idriss Carlos Kameni     |     |
| 3          | Defensa        | Jean-Joël Perrier-Doumbé |     |
| 4          | Defensa        | Rigobert Song            |     |
| 5          | Defensa        | Timothée Atouba          |     |
| 13         | Defensa        | Lucien Mettomo           |     |
| 7          | Centrocampista | Modeste M'bami           |     |
| 8          | Centrocampista | Geremi Njitap            |     |
| 16         | Centrocampista | Valery Mezague           | 91' |
| 19         | Centrocampista | Eric Djemba-Djemba       |     |
| 11         | Delantero      | Pius Ndiefi              | 67' |
| 18         | Delantero      | Mohammadou Idrissou      |     |
| Entrenador | Entrenador     | Winfried Schäfer         |     |

| 16         | Guardameta     | Fabien Barthez   |     |
| 3          | Defensa        | Bixente Lizarazu |     |
| 5          | Defensa        | William Gallas   |     |
| 8          | Defensa        | Marcel Desailly  |     |
| 19         | Defensa        | Willy Sagnol     | 76' |
| 6          | Centrocampista | Olivier Dacourt  | 90' |
| 10         | Centrocampista | Ludovic Giuly    |     |
| 18         | Centrocampista | Benoît Pedretti  |     |
| 19         | Delantero      | Djibril Cissé    |     |
| 11         | Delantero      | Sylvain Wiltord  | 65' |
| 12         | Delantero      | Thierry Henry    |     |
| Entrenador | Entrenador     | Jacques Santini  |     |

| 9  | Delantero      | Samuel Eto'o  | 67' |
| 10 | Centrocampista | Achille Emana | 91' |

| 7  | Centrocampista | Robert Pirès  | 65' |
| 15 | Defensa        | Lilian Thuram | 76' |
| 17 | Centrocampista | Olivier Kapo  | 90' |

| Amonestado | 89' | Modeste M'bami |

| Amonestado | 44' | Olivier Dacourt |

| Gol de oro anotado | 97' | Thierry Henry | 0-1 |

| Árbitro             | Valentin Ivanov |
| Árbitros asistentes | Gennady Krasyuk |
| Árbitros asistentes | Yuri Dupanov    |
| Cuarto árbitro      | Carlos Amarilla |

| 1          | Guardameta     | Idriss Carlos Kameni     |     |
| 3          | Defensa        | Jean-Joël Perrier-Doumbé |     |
| 4          | Defensa        | Rigobert Song            |     |
| 5          | Defensa        | Timothée Atouba          |     |
| 13         | Defensa        | Lucien Mettomo           |     |
| 7          | Centrocampista | Modeste M'bami           |     |
| 8          | Centrocampista | Geremi Njitap            |     |
| 16         | Centrocampista | Valery Mezague           | 91' |
| 19         | Centrocampista | Eric Djemba-Djemba       |     |
| 11         | Delantero      | Pius Ndiefi              | 67' |
| 18         | Delantero      | Mohammadou Idrissou      |     |
| Entrenador | Entrenador     | Winfried Schäfer         |     |

| 16         | Guardameta     | Fabien Barthez   |     |
| 3          | Defensa        | Bixente Lizarazu |     |
| 5          | Defensa        | William Gallas   |     |
| 8          | Defensa        | Marcel Desailly  |     |
| 19         | Defensa        | Willy Sagnol     | 76' |
| 6          | Centrocampista | Olivier Dacourt  | 90' |
| 10         | Centrocampista | Ludovic Giuly    |     |
| 18         | Centrocampista | Benoît Pedretti  |     |
| 19         | Delantero      | Djibril Cissé    |     |
| 11         | Delantero      | Sylvain Wiltord  | 65' |
| 12         | Delantero      | Thierry Henry    |     |
| Entrenador | Entrenador     | Jacques Santini  |     |

| 9  | Delantero      | Samuel Eto'o  | 67' |
| 10 | Centrocampista | Achille Emana | 91' |

| 7  | Centrocampista | Robert Pirès  | 65' |
| 15 | Defensa        | Lilian Thuram | 76' |
| 17 | Centrocampista | Olivier Kapo  | 90' |

| Amonestado | 89' | Modeste M'bami |

| Amonestado | 44' | Olivier Dacourt |

| Gol de oro anotado | 97' | Thierry Henry | 0-1 |

| Árbitro             | Valentin Ivanov |
| Árbitros asistentes | Gennady Krasyuk |
| Árbitros asistentes | Yuri Dupanov    |
| Cuarto árbitro      | Carlos Amarilla |

| Bandera de Francia |
| Campeón Francia    |
| Segundo título     |

## Estadísticas

### Posiciones
| Equipo | Equipo         | Gr. | Pts. | PJ | PG | PE | PP | GF | GC | Dif | Rend.  |
| ------ | -------------- | --- | ---- | -- | -- | -- | -- | -- | -- | --- | ------ |
| 1      | Francia        | A   | 15   | 5  | 5  | 0  | 0  | 12 | 3  | 9   | 100%   |
| 2      | Camerún        | B   | 10   | 5  | 3  | 1  | 1  | 3  | 1  | 2   | 66.67% |
| 3      | Turquía        | B   | 7    | 5  | 2  | 1  | 2  | 8  | 8  | 0   | 46.67% |
| 4      | Colombia       | A   | 6    | 5  | 2  | 0  | 3  | 5  | 5  | 0   | 40%    |
| 5      | Brasil         | B   | 4    | 3  | 1  | 1  | 1  | 3  | 3  | 0   | 44.44% |
| 6      | Japón          | A   | 3    | 3  | 1  | 0  | 2  | 4  | 3  | 1   | 33.33% |
| 7      | Estados Unidos | B   | 1    | 3  | 0  | 1  | 2  | 1  | 3  | -2  | 11.11% |
| 8      | Nueva Zelanda  | A   | 0    | 3  | 0  | 0  | 3  | 1  | 11 | -10 | 0%     |

### Goleadores
| Jugador         | Goles | As. | PJ | Minuto |
| --------------- | ----- | --- | -- | ------ |
| Thierry Henry   | 4     | 2   | 5  | 377'   |
| Robert Pirès    | 3     | 0   | 5  | 257'   |
| Ludovic Giuly   | 1     | 2   | 3  | 222'   |
| Olivier Kapo    | 1     | 1   | 4  | 200'   |
| Sylvain Wiltord | 1     | 1   | 5  | 330'   |
| Sidney Govou    | 1     | 0   | 3  | 168'   |
| Djibril Cissé   | 1     | 0   | 4  | 310'   |